# Nazionale di atletica leggera del Kenya
La nazionale di atletica leggera del Kenya è la rappresentativa del Kenya nelle competizioni internazionali di atletica leggera riservate alle selezioni nazionali.

## Bilancio nelle competizioni internazionali
La nazionale keniota di atletica leggera vanta 15 partecipazioni ai Giochi olimpici estivi su 29 edizioni disputate, con un bottino di 34 medaglie d'oro, 41 d'argento e 31 di bronzo.
L'atleta keniota più medagliato alle Olimpiadi è il mezzofondista e siepista Kipchoge Keino, che in carriera ha conquistato 4 medaglie olimpiche, di cui due d'oro e due d'argento.
Ottimo il bilancio del Kenya anche ai Mondiali, dove occupa la 2ª posizione nel medagliere alle spalle degli Stati Uniti d'America.